# Siem Nieuwenhuyzen
Simon Adriaan (Siem) Nieuwenhuyzen (Rotterdam, 15 maart 1883 – Voorburg, 11 juni 1964) was een Nederlandse komiek, toneelschrijver, toneelspeler, componist en theaterartiest.

## Levensloop
Nieuwenhuyzen werd geboren als zoon van Hendrik Daniel Nieuwenhuyzen en Emmerentia Antonetta (Rensje) Bousnach, die het café chantant Amecitia aan de Rotterdamse Korte Torenstraat runden. Later verhuisden zij naar het Spuiwater, waar ze een eigen theater openden. Als driejarige trad Nieuwenhuyzen al op met zijn ouders.
Toen hij acht was speelde hij een clown, waarmee zijn officiële debuut begon. Hij leerde goochelen, jongleren, acrobatiek en dans. Omdat de revueachtige shows een succes bleken, werd dit in 1907 door Henri ter Hall, eigenaar van De Kleine Revue, opgemerkt. Vader en zoon kregen een contract aangeboden. Nieuwenhuyzen trad hier op met Louis Davids en vanaf 1915 met Johan Buziau, met wie hij 17 jaar lang een duo vormde. In 1925 stopte Ter Hall ermee en werd lid van de Tweede Kamer. Het gezelschap stapte over naar de Bouwmeester Revue van Louis Bouwmeester jr.
Nieuwenhuyzen, zonder enige schoolopleiding, leerde zichzelf vijf talen aan. Toen hij 15 was, kreeg hij het advies niet verder te gaan in de toneelwereld, maar kapper te worden, omdat dat een degelijk beroep was. Maar Nieuwenhuyzen bleef en verzorgde samen met Buziau in het Haagse Scala Theater 3700 voorstellingen.
Hij huwde met Lies Baarde en het paar kreeg twee zonen. In 1937 begon Nieuwenhuyzen zijn eigen gezelschap, De Haagsche Spelers, waarin Conny Polderman danste. Hij scheidde van zijn eerste vrouw en huwde Conny. Met dit gezelschap had hij groot succes met zijn zelf geschreven en gecomponeerde klucht in drie bedrijven: Rats, kuch en boonen, dat later werd omgedoopt in Baron Kneut. Hij speelde het stuk duizenden keren, bijgestaan door Beppie de Vries, Alex Faassen, Anneke Elro, Carry Buziau en Conny Stuart.
Na de Tweede Wereldoorlog was de tijd van de grote revues voorbij en bleef van het succes weinig over; veel verder dan revuesketchjes op feesten en partijen kwam hij niet meer. Toen hij van schnabbel naar schnabbel leefde, liet hij op zijn 70ste verjaardag weten, niet de planken te willen verlaten. Hij was op dat moment de oudste nog werkend revuekomiek van Nederland.
De komst van de televisie bood hem een nieuw podium: hij had op 15 maart 1958 zijn debuut met de AVRO's Weekend-Show, waarin ook zijn vrouw Conny optrad. Ter gelegenheid van zijn 70-jarig toneeljubileum werkten ze samen aan een tournee door Nederland. Dat stopte abrupt door een auto-ongeluk, waardoor Nieuwenhuyzen het grootste deel van zijn geheugen kwijtraakte. Omdat de inkomsten stopten en er geen pensioen was opgebouwd, organiseerden bekenden voor zijn 80ste verjaardag een gala met als hoofdbestanddeel een 2,5 uur durend optreden van Toon Hermans. Nieuwenhuyzen keerde hierna niet meer terug voor het voetlicht.
Medio 1964 moest hij in het Voorburgse ziekenhuis St. Anthoniushove een blaasoperatie ondergaan, maar hij overleed aan de gevolgen daarvan. Hij werd begraven op begraafplaats Oud Eik en Duinen in Den Haag.
Nieuwenhuyzen speelde in zijn actieve toneelperiode met veel grote bekenden, zoals Johan Buziau, Louis Davids en Heintje Davids, Willy Walden, Piet Muijselaar, Nap de la Mar, Johan Boskamp en Johannes Heesters.
Kenmerkend was zijn melancholieke, geschminkte clownskop met witte neus en rode haren.

## Bron
- Carel Goseling, Siem Nieuwenhuijzen: ongekroonde clown van Nederland. In: De Oud-Hagenaar, 11 augustus 2016